# Сеоне
Сеоне је насељено место града Смедерева у Подунавском округу. Према попису из 2022. има 880 становника (према попису из 2011. било је 955 становника).

## Историја
Село лежи западно од Смедерева. Нема података а ни предање није очувано о оснивању и прошлости овога насеља. Изгледа да је сеона старије насеље. Раније није била на данашњем месту већ северније, ближе Дунаву, на месту које се звало Селиште.
У арачким списковима из првих десетина 19. века помиње се ово село. Године 1818. имало је 20, а 1822. 21 кућу. Године 1846. село је имало 43 куће, а по попису из 1921. у село је било 115 кућа са 636 становника.
Најстарије породице: Васића и Томићи. Васићи су старином од Рудника. Томићи су старином из околине Ниша. Њихови сз стари почетком 19. века дошли и основали насеље ‚’’Липу Мезграју’’’ (мало Липе), југозападно од Сеона. Липа Мезграја помиње се у арачким списковима и имала је 1818. године 4 куће. Како их је било мало, и пошто су били одвојени од осталих села, кнез Миош нареди да се преселе у Сеону.
Остале породице дошле су из Крајине, од Тимока, из околине Пирота „од Мораве“ и из суседних села. Сеоне је раније чинила једну општину са Петријевом, Водњем и Удовицама, затим само са Удовицама, а од 1903. село је чинило самосталну општину. (подаци датира крајем 1925. године).

## Демографија
У насељу Сеоне живи 791 пунолетни становник, а просечна старост становништва износи 42,5 година (41,1 код мушкараца и 44,1 код жена). У насељу има 279 домаћинстава, а просечан број чланова по домаћинству је 3,72.
Ово насеље је великим делом насељено Србима (према попису из 2002. године).
|  |

| Демографија | Демографија | Демографија |
| Година      | Становника  | Становника  |
| ----------- | ----------- | ----------- |
| 1948.       | 872         |             |
| 1953.       | 933         |             |
| 1961.       | 980         |             |
| 1971.       | 926         |             |
| 1981.       | 919         |             |
| 1991.       | 891         | 868         |
| 2002.       | 994         | 1.046       |
| 2011.       | 955         |             |
| 2022.       | 880         |             |

| Етнички састав према попису из 2002.‍ | Етнички састав према попису из 2002.‍ | Етнички састав према попису из 2002.‍ | Етнички састав према попису из 2002.‍ | Етнички састав према попису из 2002.‍ |
| ------------------------------------ | ------------------------------------ | ------------------------------------ | ------------------------------------ | ------------------------------------ |
|                                      |                                      |                                      |                                      |                                      |
| Срби                                 | Срби                                 |                                      | 980                                  | 98,59%                               |
| Мађари                               | Мађари                               |                                      | 3                                    | 0,30%                                |
| Немци                                | Немци                                |                                      | 2                                    | 0,20%                                |
| Хрвати                               | Хрвати                               |                                      | 1                                    | 0,10%                                |
| Румуни                               | Румуни                               |                                      | 1                                    | 0,10%                                |
| непознато                            | непознато                            |                                      | 7                                    | 0,70%                                |

| Година пописа     | 1948. | 1953. | 1961. | 1971. | 1981. | 1991. | 2002. |
| ----------------- | ----- | ----- | ----- | ----- | ----- | ----- | ----- |
| Број домаћинстава | 194   | 203   | 225   | 231   | 239   | 239   | 278   |

| Број чланова      | 1  | 2  | 3  | 4  | 5  | 6  | 7  | 8 | 9 | 10 и више | Просек |
| ----------------- | -- | -- | -- | -- | -- | -- | -- | - | - | --------- | ------ |
| Број домаћинстава | 51 | 50 | 44 | 41 | 39 | 33 | 13 | 4 | 1 | 2         | 3,58   |

| Пол    | Укупно | Неожењен/Неудата | Ожењен/Удата | Удовац/Удовица | Разведен/Разведена | Непознато |
| ------ | ------ | ---------------- | ------------ | -------------- | ------------------ | --------- |
| Мушки  | 402    | 103              | 258          | 21             | 20                 | 0         |
| Женски | 401    | 47               | 257          | 78             | 18                 | 1         |
| УКУПНО | 803    | 150              | 515          | 99             | 38                 | 1         |

| Пол    | Укупно                    | Пољопривреда, лов и шумарство | Рибарство                            | Вађење руде и камена | Прерађивачка индустрија       |
| ------ | ------------------------- | ----------------------------- | ------------------------------------ | -------------------- | ----------------------------- |
| Мушки  | 273                       | 161                           | 2                                    | 0                    | 41                            |
| Женски | 165                       | 128                           | 0                                    | 0                    | 9                             |
| УКУПНО | 438                       | 289                           | 2                                    | 0                    | 50                            |
| Пол    | Производња и снабдевање   | Грађевинарство                | Трговина                             | Хотели и ресторани   | Саобраћај, складиштење и везе |
| Мушки  | 3                         | 18                            | 11                                   | 2                    | 7                             |
| Женски | 0                         | 0                             | 8                                    | 3                    | 0                             |
| УКУПНО | 3                         | 18                            | 19                                   | 5                    | 7                             |
| Пол    | Финансијско посредовање   | Некретнине                    | Државна управа и одбрана             | Образовање           | Здравствени и социјални рад   |
| Мушки  | 2                         | 7                             | 3                                    | 1                    | 8                             |
| Женски | 0                         | 2                             | 1                                    | 1                    | 10                            |
| УКУПНО | 2                         | 9                             | 4                                    | 2                    | 18                            |
| Пол    | Остале услужне активности | Приватна домаћинства          | Екстериторијалне организације и тела | Непознато            | Непознато                     |
| Мушки  | 1                         | 0                             | 0                                    | 6                    | 6                             |
| Женски | 2                         | 0                             | 0                                    | 1                    | 1                             |
| УКУПНО | 3                         | 0                             | 0                                    | 7                    | 7                             |

## Коришћена Литература
- Извор Монографија Подунавске области 1812-1927 саставио Др, Владимир Марган бив. Председник Обласног одбора Комесар Обласне Самоуправе, објавјено (1927)„Напредак Панчево“
- „Летопис“: Подунавска места и обичаји Марина (Беч 1999).

Летопис период 1812–2009. Саставио од Писаних трагова, Летописа, по предању места у Јужној Србији, места и обичаји настанак села ко су били Досењеници чиме се бавили мештани
- Напомена

У уводном делу аутор је дао кратак историјски преглед овог подручја од праисторијских времена до стварање државе Краљевине Срба, Хрвата и Словенаца. Највећи прилог у овом делу чине ,»Летописи« и трудио се да не пропусти ниједну важну чињеницу у прошлости описиваних места.
Иначе Монографија Подунавске области (Панчево, 1929) коју је саставио др Владимир Марган сачињена је од три дела и представља и данас једно од незаобилазних дела за проучавање Србије и Баната.
Написали су најбољи познаваоци појединих тема и проблема – истакнути историчари, професори универзитета, директори школа, сеоски начелници, економисти, инжињери, социолози, лекари, црквена лица, правници, кустосии библиотекари. Укупно 61 аутор. 

Стављајући данашњим читаоцима на увид ово дело, које се први пут појављује у овом облику, верујемо да ћемо задовољити већ доста раширен интерес за проучавање прошлости наших насеља.